# Danilo Türk
Danilo Türk, född 19 februari 1952 i Maribor, är en slovensk politiker och var Sloveniens president från 23 december 2007 till 22 december 2012.